# Kim Insalaco
Kim Insalaco, född den 4 november 1980 i Rochester, New York i USA, är en amerikansk ishockeyspelare.
Hon tog OS-brons i damernas ishockeyturnering i samband med de olympiska ishockeytävlingarna 2006 i Turin.